# Zoë Wicomb
(Zoë Wicomb, intervista del [[1990]])
Zoë Wicomb (Beeswater, 23 novembre 1948) è una scrittrice e critica letteraria sudafricana.

## La vita
Zoë Wicomb nasce nel 1948 a Beeswater, un villaggio del Namaqualand, nella provincia del Capo. La sua comunità di appartenenza era definita coloured (meticcia) dalle leggi di segregazione razziale vigenti allora in Sudafrica. Laureata in Letteratura inglese alla University of the Western Cape nel 1968, nel 1973 sceglie l'esilio e prosegue gli studi in Inghilterra presso la Reading University, dove nel 1989 consegue un master in letteratura inglese. Ha fondato, con altri, la “Southern African Review of Books” e ha insegnato letteratura, studi sulle donne e linguistica in Sudafrica e in Inghilterra. Attualmente insegna alla Strathclyde University di Glasgow, la città in cui risiede, ed è visiting professor della Stellenbosch University in Sudafrica.

## Le opere
Il suo primo libro, You Can't Get Lost in Cape Town (Cenere sulla mia manica, 1993), è uscito nel 1987 e ha ottenuto un vasto consenso sia in Sudafrica sia nel resto del mondo. È un'antologia di racconti semiautobiografici che comprende dieci storie unite dal filo rosso della protagonista, Frieda Shenton, che sotto i nostri occhi si trasforma prima da bambina grassottella a unica studentessa non bianca del college, poi da universitaria coinvolta in una manifestazione di protesta a insegnante d'inglese che fa ritorno a Città del Capo. Lo stile è asciutto, rarefatto, raffinato. I due temi principali sono il corpo, definito dal sesso e dalla razza, e l'effetto dell'istruzione su chi lascia la propria comunità per crescere grazie all'apprendimento. Nel descrivere la vita di tutti i giorni, Zoë Wicomb introduce un'efficace critica dell'apartheid. Questo libro l'ha consacrata scrittrice impegnata nella difesa degli ideali democratici, contraria a una sola e unica posizione ideologica.
Nel 2009 Wicomb ha pubblicato una seconda silloge di racconti, The One That Got Away. Si tratta di quattordici storie, ambientate tra Città del Capo e Glasgow, che esplorano un ampio spettro di relazioni umane, quali l'amicizia, il matrimonio, i legami familiari e i rapporti con i domestici.
Il suo primo romanzo, David's Story (2001), ha avuto un grande successo di critica. Ambientato in Sudafrica al momento della scarcerazione di Nelson Mandela, David's Story esplora il mondo sotterraneo di attivisti, spie e sabotatori del movimento di liberazione sudafricano, un mondo quasi sempre sconosciuto a chi non ne fa parte. L'autrice affronta anche il tema della ricerca delle proprie origini e, in particolare, ricostruisce la storia dell'etnia Griqua (la stessa di Wicomb) e del suo insediamento in Sudafrica. Nel 2002 il romanzo ha vinto il premio letterario sudafricano M-Net.
Il romanzo più recente, dato alle stampe nel 2006, è Playing in the Light (In piena luce, 2009). Ha come protagonista una ragazza bianca di Città del Capo che, grazie all'incontro con Brenda, la sua dipendente nera, scopre di essere in realtà nata da genitori coloured; decide quindi di scavare nel suo passato e di riconciliarsi con la sua identità. Wicomb parla qui dei “play-whites”, i coloured di pelle chiara che si facevano registrare come bianchi, un fenomeno diffuso ai tempi dell'apartheid e venuto alla luce con la creazione della Commissione per la verità e la riconciliazione (1995). Il titolo del romanzo allude a Playing in the Dark (Giochi al buio, 1994), un importante saggio del 1992 di Toni Morrison sull'identità razziale e la figura del nero nella letteratura americana. Wicomb, infatti, ha più volte affermato di essere stata grandemente influenzata da Morrison.
Zoë Wicomb è anche autrice di saggi sull'identità razziale, l'apartheid e la letteratura postcoloniale, con particolare riferimento alla produzione sudafricana.

## Opere di Zoë Wicomb
Romanzi:
- David's Story, New York, The Feminist Press at the City University of New York, 2001.
- Playing in the Light, New York, New Press, 2006. (In piena luce, trad. it. di Francesca Romana Paci e Angela Tiziana Tarantini, Milano, Baldini Castoldi Dalai, 2009).

Racconti:
- You Can't Get Lost in Cape Town, London, Virago, 1987. (Cenere sulla mia manica, trad. it. di Maria Teresa Carbone, Roma, Edizioni Lavoro, 1993).
- The One That Got Away, Random House-Umuzi, 2008.
- Sull'autostrada (titolo originale: N2, da Stand Magazine, Vol. 1, No. 2, University of Leeds, 1999), in Il vestito di velluto rosso, antologia di racconti di scrittrici sudafricane a cura di Maria Paola Guarducci, Siena, Edizioni Gorée, 2006.
- The One That Got Away, New York, New Press, 2009.
- In Search for Tommie, racconto inedito per Wasafiri Magazine, No. 59, 2009.

Saggi:
- An Author's Agenda e Tracing the Path from National to Official Culture, in Critical Fictions: The Politics of Imaginative Writing, a cura di P. Mariani, Seattle, Bay Press, 1991.
- Nation, Race and Ethnicity: Beyond the Legacy of Victims, in Current Writing, Vol. 4, 1992.
- Motherhood and the Surrogate Reader: Race, Gender and Interpretation, in Gendering the Reader, a cura di S. Mills, Hemel Hempstead, Harvester Wheatsheaf, 1994.
- Why I write, in Kunapipi, Vol. 16 No. 1, 1994.
- Reading, Writing, and Visual Production in the New South Africa, in The Journal of Commonwealth Literature, Vol. 30 No. 2, June 1995, p. 1-15.
- To Hear the Variety of Discourses, in South African Feminisms: Writing, Theory and Criticism, a cura di M.J. Daymond, New York, Garland Publishing, 1996.
- Shame and Identity: The Case of the Coloured in South Africa, in Writing South Africa: Literature, Apartheid, and Democracy 1970-1995, a cura di D. Attridge e R. J. Jolly, Cambridge, Cambridge University Press, 1998.
- Five Afrikaner Texts and the Rehabilitation of Whiteness, in Social Identities Vol. 4.3, 1998, p. 363–83.
- La terra dell'“altro” e la rappresentazione del territorio nell'immaginario africano, in Le culture dell'alterità. Il territorio africano e le sue rappresentazioni, a cura di E. Casti e A. Turco, Milano, Unicopli, 1998.
- South African Short fiction and Orality, in Telling Stories: Postcolonial Short Fiction in English, Vol. 47 di Cross/Cultures : Readings in the Post-Colonial Literatures in English, a cura di J. Bardolph, Amsterdam, Rodopi B.V., 2001.
- Translation in the Yard of Africa, in Journal of Literary Studies, Vol. 18, No. 3-4, University of South Africa, December 2002.
- Slow Man and the Real: A Lesson in Reading and Writing, in J. M. Coetzee's Austerities, a cura di G. Bradshaw, M. Neill, Farnham, Ashgate Publishing Company, 2010.
- Setting, Intertextuality and the Resurrection of the Postcolonial Author in ‘Kidnapped’, in Marginal Spaces. Reading Ivan Vladislavić, a cura di G. Gaylard, Johannesburg, Wits University Press, 2011.